# Paranthropus boisei
Paranthropus boisei – gatunek wymarłego hominida, przedstawiciel australopiteków masywnych, który zamieszkiwał Afrykę ok. 2,3–1,2 mln lat temu. Miał silne i duże szczęki wyposażone w szerokie zęby służące do rozcierania roślinnego pokarmu. Równie masywnie zbudowana była jego czaszka, która m.in. posiadała wydatny grzebień kostny na wierzchu (służący do przyczepu rozbudowanych mięśni żuchwy).
Pierwotnie zaliczany do rodzaju Australopithecus jako A. boisei.
Z powodu skąpości skamielin trudno ocenić jego wysokość.

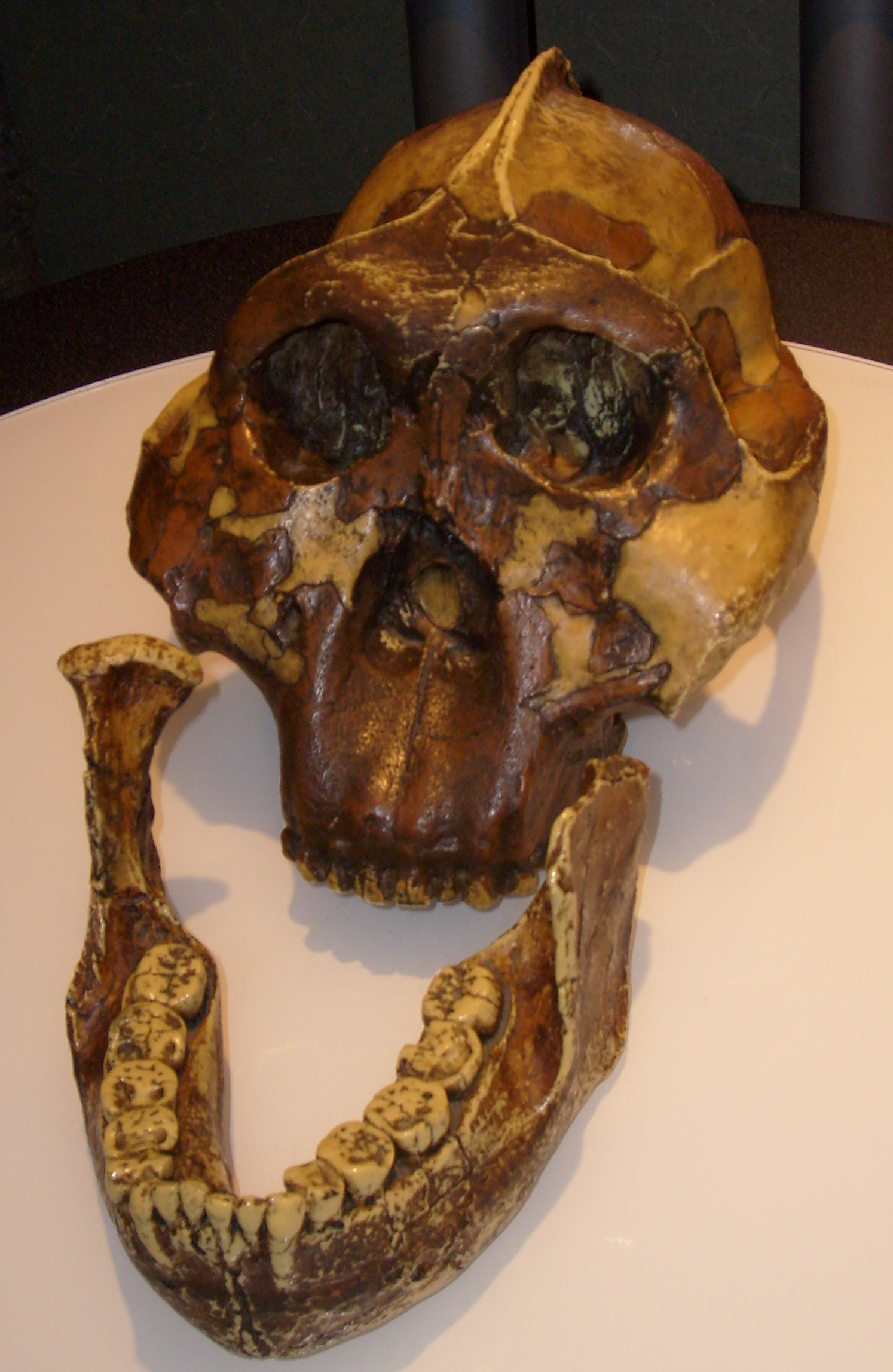
Czaszka OH 5 („Zinj”) znaleziona w 1959 roku przez Mary Leakey

Mary Leakey dokonała wielu ważnych odkryć, rozpoczynając swoją pracę już w latach 30. XX w. u boku męża Louisa Leakeya. Między innymi w 1959 roku odkryła w Wąwozie Olduvai skamieniałą czaszkę, skatalogowaną jako OH 5, należącą do przedstawiciela gatunku Paranthropus boisei. Małżonkowie Leakey nazwali pierwotnie ten nowy gatunek Zinjanthropus boisei (Zinj to dawna arabska nazwa Afryki Wschodniej, a Boise to nazwisko angielskiego przemysłowca, który finansował badania małżeństwa Leakeyów), a pieszczotliwie nazywali go Zinj albo Dziadek do orzechów (Nutcracker) – z powodu wielkich szczęk jakby stworzonych do łupania orzechów. Analizy izotopowe sugerują jednak, że P. boisei żywił się głównie trawami i ciborowatymi. Budowa twarzoczaszki może być przystosowaniem do zjadania dużych ilości pokarmu o niskiej wartości odżywczej, a nie twardych pokarmów, takich jak orzechy.

## Synonimy
- Zinjanthropus boisei (zinjantrop)
- Australopithecus boisei
- Paranthropus robustus boisei